# Sceloenopla rectelineata
Sceloenopla rectelineata es una especie de insecto coleóptero de la familia Chrysomelidae. Fue descrita científicamente en 1929 por Pic.